# Az Eötvös Loránd Tudományegyetem épületeinek listája
Az alábbi szócikk a Eötvös Loránd Tudományegyetem épületeinek listáját tartalmazza.

## Állam- és Jogtudományi Kar
A karról:
| Név                                   | Cím               | Tervező                                | Építési ideje | Kép |
| ------------------------------------- | ----------------- | -------------------------------------- | ------------- | --- |
| az ELTE Gazdaságtudományi Kar épülete | Egyetemi tér 1-3. | Baumgarten Sándor és Herczegh Zsigmond | 1898–1900     |     |

## Bárczi Gusztáv Gyógypedagógiai Kar
A karról:
| Név                                   | Cím          | Tervező   | Építési ideje | Kép |
| ------------------------------------- | ------------ | --------- | ------------- | --- |
| az ELTE Gazdaságtudományi Kar épülete | Ecseri út 3. | Spiró Éva | 1968–1970     |     |

## Bölcsészettudományi Kar
A karról:
| Név                               | Cím                       | Tervező           | Építési ideje | Kép |
| --------------------------------- | ------------------------- | ----------------- | ------------- | --- |
| Főépület                          | Múzeum körút 6-8.         | Steindl Imre      | 1880–1883     |     |
| „A” épület                        | Múzeum körút 4/a.         | Weber Antal       | 1883–1885     |     |
| „B” épület                        | Múzeum körút 4/b.         | Wagner János      | 1871          |     |
| „C” épület                        | Múzeum körút 4/c.         |                   | 1938          |     |
| „D” épület                        | Puskin utca 5-7.          | Weber Antal       | 1886          |     |
| „E” épület                        | Puskin utca 9.            | Szkalnitzky Antal | 1873–1875     |     |
| „F” épület                        | Puskin utca 11-13.        | Steindl Imre      | 1880–1883     |     |
| „I” épület                        | Puskin utca 3.            | Hauszmann Alajos  | 1883–1892     |     |
| „R” épület (volt Pannonia szálló) | Rákóczi út 5.             | Pán József        | 1867          |     |
| Gólyavár                          | a Trefort-kert belsejében | Pecz Samu         | 1895–1897     |     |

## Gazdaságtudományi Kar
A karról:
| Név                                | Cím           | Tervező        | Építési ideje | Kép |
| ---------------------------------- | ------------- | -------------- | ------------- | --- |
| ELTE Gazdaságtudományi Kar épülete | Rákóczi út 7. | Schmahl Henrik | 1889–1895     |     |

## Informatikai Kar
A karról:
| Név        | Cím | Tervező | Építési ideje | Kép |
| ---------- | --- | ------- | ------------- | --- |
| „A” épület |     |         |               |     |
| „B” épület |     |         |               |     |
| „C” épület |     |         |               |     |
| „D” épület |     |         |               |     |
| „E” épület |     |         |               |     |
| „F” épület |     |         |               |     |
| „G” épület |     |         |               |     |
| „H” épület |     |         |               |     |
| „I” épület |     |         |               |     |

## Pedagógiai és Pszichológiai Kar
A karról:
| Név                         | Cím                         | Tervező                | Építési ideje | Kép |
| --------------------------- | --------------------------- | ---------------------- | ------------- | --- |
| Kazinczy utcai épület       | Kazinczy utca 23–27.        | Városi Mérnöki Hivatal | 1873–1874     |     |
| Izabella utcai épület       | Budapest, Izabella utca 46. | Barcza Elek            | 1913          |     |
| Bogdánffy Ödön utcai épület | Bogdánffy Ödön utca 10.     |                        |               |     |

## Tanító- és Óvóképző Kar
A karról:
| Név                                     | Cím                             | Tervező     | Építési ideje                                                    | Kép |
| --------------------------------------- | ------------------------------- | ----------- | ---------------------------------------------------------------- | --- |
| az ELTE Tanító- és Óvóképző Kar épülete | Kiss János altábornagy utca 40. | Nagy Virgil | 1911 eredeti külső díszítése a második világháborúban elpusztult |     |

## Társadalomtudományi Kar
A karról:
| Név         | Cím                                                      | Tervező | Építési ideje | Kép |
| ----------- | -------------------------------------------------------- | ------- | ------------- | --- |
| I. épület   | Magyar Tudósok Körútja (hiv.: Pázmány Péter sétány 1/a.) |         |               |     |
| II. épület  | Magyar Tudósok Körútja (hiv.: Pázmány Péter sétány 1/a.) |         |               |     |
| III. épület | Magyar Tudósok Körútja (hiv.: Pázmány Péter sétány 1/a.) |         |               |     |

## Természettudományi Kar
A karról:
| Név | Cím                       | Tervező | Építési ideje | Kép |
| --- | ------------------------- | ------- | ------------- | --- |
|     | Pázmány Péter sétány 1/a. |         |               |     |
|     | Pázmány Péter sétány 1/c. |         |               |     |

## További irodalom
- Marótzy Katalin: Wéber Antal építészete a magyar historizmusban; Terc, Budapest, 2009, ISBN 978 963 9535 97 8
- szerk. Gerle János: Hauszmann Alajos, Holnap Kiadó, Budapest, 2002, ISBN 9633465265 (Az Építészet Mesterei-sorozat)
- Sisa József: Steindl Imre, Holnap Kiadó, Budapest, 2005, ISBN 963346692 (Az Építészet Mesterei-sorozat)
- Balogh Gy. Ágnes – Róka Enikő: Pecz Samu, Holnap Kiadó, Budapest, 2022, ISBN 9789633493618 (Az Építészet Mesterei-sorozat)
- Kelecsényi Kristóf: Schmahl Henrik, Holnap Kiadó, Budapest, 2020, ISBN 9789633493007 (Az Építészet Mesterei-sorozat)
- Sisa József: Szkalnitzky Antal, Holnap Kiadó, Budapest, 2022, ISBN 9789633493762 (Az Építészet Mesterei-sorozat)